# Tęskno mi
Tęskno mi – trzeci singel polskiej piosenkarki Sarsy z jej trzeciego albumu studyjnego, zatytułowanego Zakryj. Singel został wydany 10 maja 2019. Utwór napisali i skomponowali Marta Markiewicz i Paweł Smakulski.
Kompozycja znalazła się na 9. miejscu listy AirPlay – Top, najczęściej odtwarzanych utworów w polskich rozgłośniach radiowych. Nagranie otrzymało w Polsce status podwójnie platynowego singla, przekraczając liczbę 40 tysięcy sprzedanych kopii.

## Geneza utworu i historia wydania
Piosenka została napisana i skomponowana przez Martę Markiewicz oraz Pawła Smakulskiego, który również odpowiada za produkcję piosenki.
Singel ukazał się w formacie digital download 10 maja 2019 w Polsce za pośrednictwem wytwórni płytowej Universal Music Polska. Piosenka została umieszczona na trzecim albumie studyjnym Sarsy – Zakryj.
25 sieprnia 2019 roku utwór został zaprezentowany telewidzom stacji Polsat podczas koncertu Przebój Lata RMF FM i Polsatu 2019, podczas którego te dwie rozgłośnie medialne wyłaniały piosenkę, która została przez nich uznana za przebój lata 2019.
31 grudnia 2024 wystąpiła z piosenką podczas Sylwestra z Dwójką organizowanego w Chorzowie i emitowanego na antenie stacji TVP2.

## „Tęskno mi” w stacjach radiowych
Nagranie było notowane na 9. miejscu w zestawieniu AirPlay – Top, najczęściej odtwarzanych utworów w polskich rozgłośniach radiowych.

## Teledysk
Do utworu powstał teledysk w reżyserii Sebastiana Wełdycza, który udostępniono w dniu premiery singla za pośrednictwem serwisu YouTube.

## Lista utworów
- Digital download[2]

1. „Tęskno mi” – 3:35

## Notowania

### Pozycja na liście airplay
| Kraj   | Lista (2019)      | Najwyższa pozycja |
| ------ | ----------------- | ----------------- |
| Polska | AirPlay – Top     | 9                 |
| Polska | AirPlay – Nowości | 2                 |

## Certyfikaty
| Kraj          | Certyfikat         | Sprzedaż |
| ------------- | ------------------ | -------- |
| Polska (ZPAV) | 2× platynowa płyta | 40 000+  |